# Небрежност
Небрежността, в контекста на полагането на грижи, е форма на злоупотреба, при която този, който е отговорен да се грижи за някой друг, който не е в състояние да се грижи за себе си, не го прави. Може да е резултат от невнимание, безразличие или нежелание и злоупотреба.
Небрежността може да включва недостатъчен надзор, храна или медицински грижи, или това да не се задоволят други нужди, които жертвата сама не може да осигури. Терминът се прилага и за животни, растения и дори неодушевени предмети, когато необходимите грижи са задържани от лицата, отговорни за осигуряването им. Небрежността може да се отрази в живота на дете, което води до много дълготрайни странични ефекти, включително физически наранявания, травма на развитието, ниско самочувствие, нарушения на вниманието, насилствено поведение и смърт.

## Правна дефиниция
В английското право небрежността е термин, чиято единствена функция е да квалифицира присъда, издадена при разследване, която установява, че това е фактор, допринесъл за смъртта.